# Kupfernackentaube

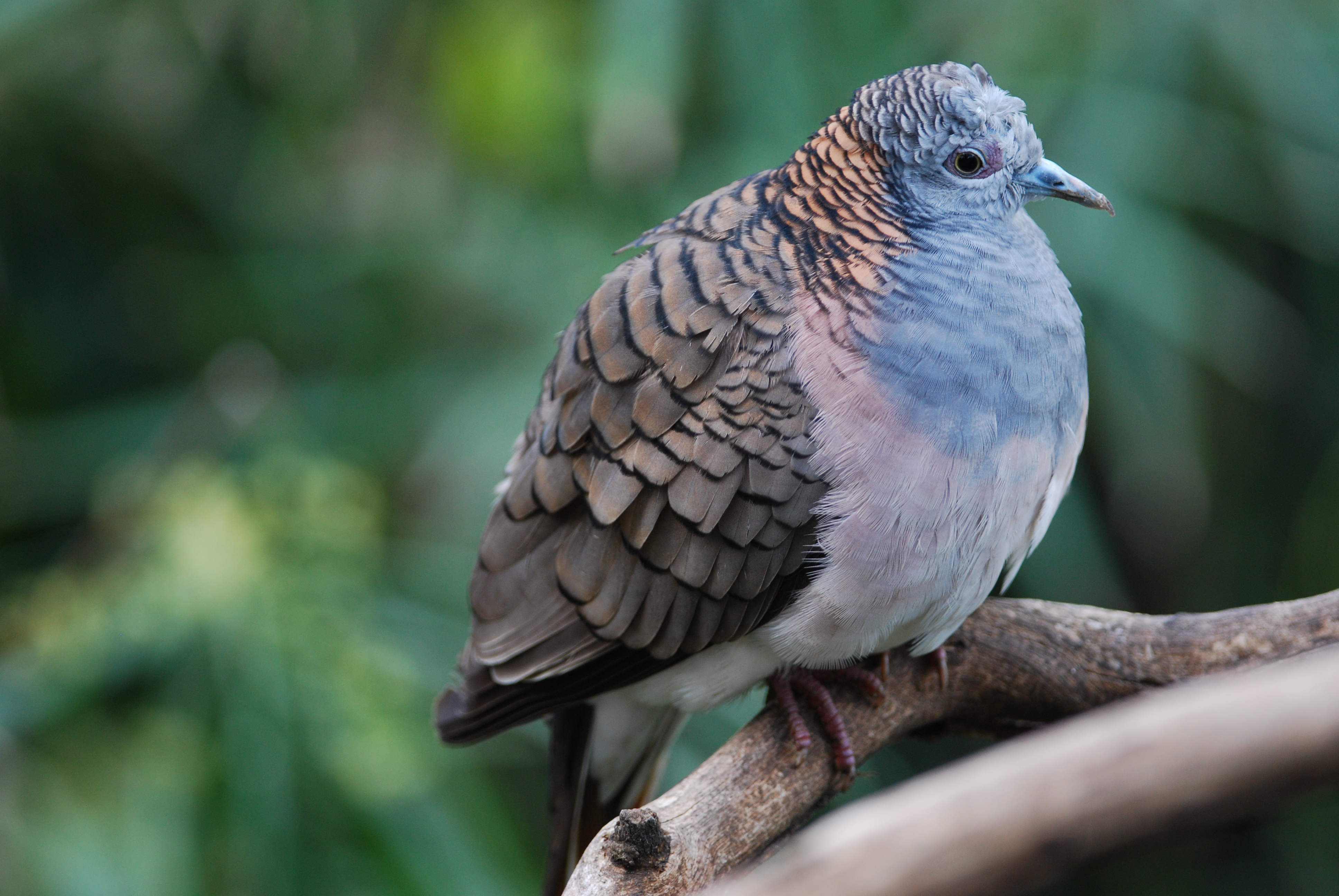
Kupfernackentaube

Die Kupfernackentaube (Geopelia humeralis), auch Kupfernackentäubchen genannt, ist eine Art der Taubenvögel, die zu den Indo-australischen Kleintauben gehört. Sie ist eine Art der Avifauna Australasiens.

## Erscheinungsbild
Die Kupfernackentaube erreicht eine Körperlänge von 28 bis 31 Zentimetern. Sie ist damit etwas kleiner als eine Lachtaube und hat verglichen mit dieser kürzere Flügel und einen längeren Schwanz. Ein Geschlechtsdimorphismus besteht nicht.
Der Kopf, der Hals und die Brust der Kupfernackentaube sind blaugrau. Die Stirn ist etwas aufgehellt. Der hintere Hals sowie der obere Mantel weisen schillernd kupferrötliche Partien auf, die zu der Bezeichnung Kupfernackentaube geführt haben. Das übrige Körpergefieder ist hell bräunlichgrau. Alle Federn sind schmal dunkel gesäumt, so dass das Gefieder der Taube geschuppt wirkt. Der Schnabel ist hellblau, die Iris ist grünlichgelb. Der unbefiederte Augenring ist blaugrau.

## Verwechslungsmöglichkeiten
Es gibt mehrere Arten, mit der die Kupfernackentaube verwechselt werden kann. Das Friedenstäubchen, das wie die Kupfernackentaube zu den Indo-australische Kleintauben zählt, kommt in Australien vor. Diese Art ist jedoch deutlich kleiner als die Kupfernackentaube. Die kupferrötlichen Partien am hinteren Hals sowie auf dem oberen Mantel fehlen bei ihr.
Die Perlhalstaube, die ebenfalls auf dem australischen Festland vorkommt, ist geringfügig größer als die Kupfernackentaube. Sie ist auf der Körperoberseite nicht quergebändert, sondern gefleckt.

## Verbreitungsgebiet und Lebensraum

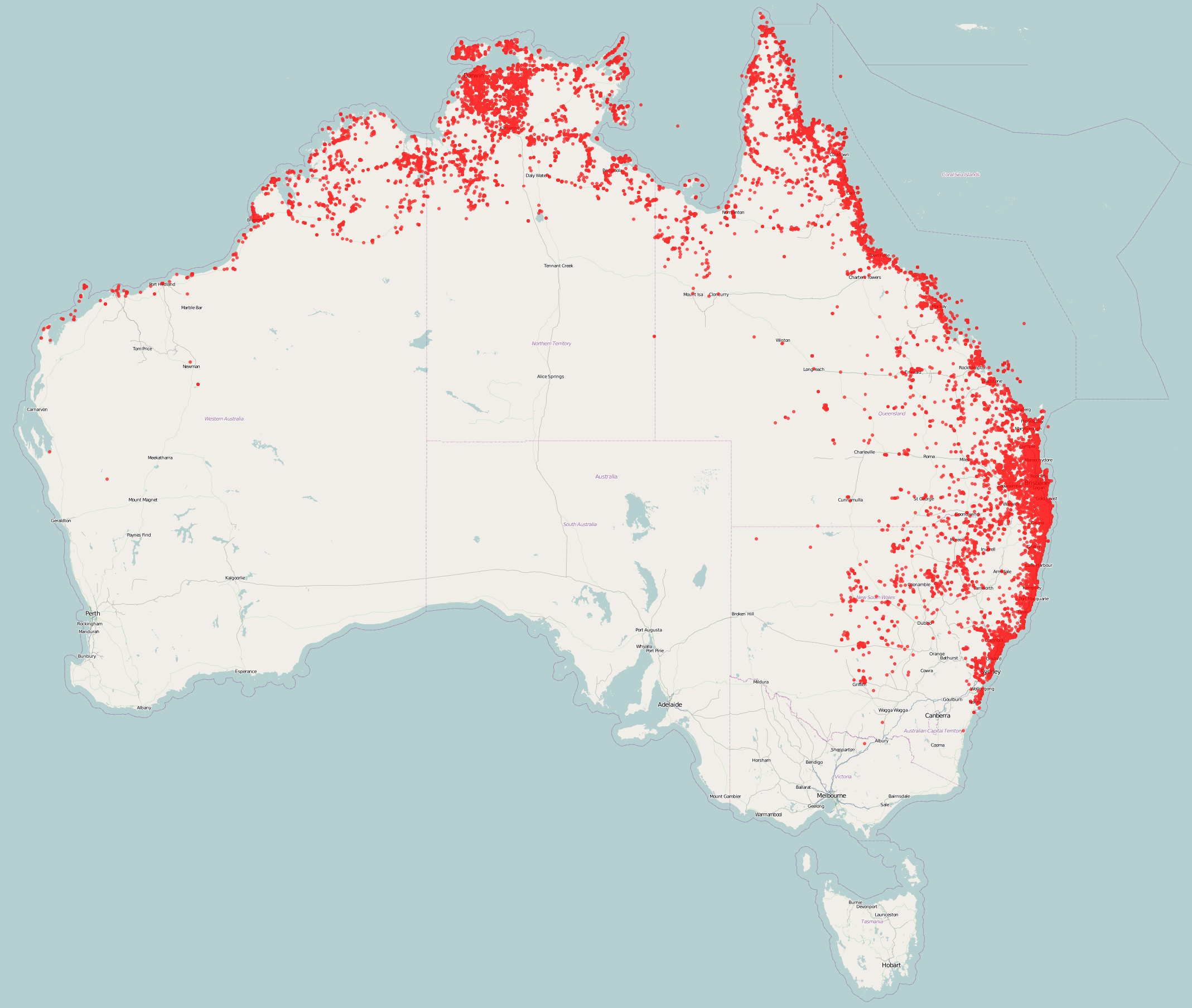
Verbreitungsgebiet der Kupfernackentaube in Australien. Das Verbreitungsgebiet auf Neuguinea ist nicht dargestellt

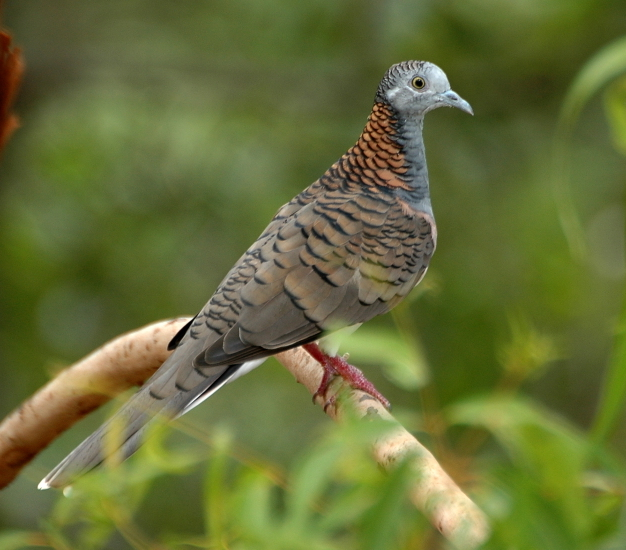
Kupfernackentaube

Das Verbreitungsgebiet der Kupfernackentaube ist der Nordwesten, der Norden sowie der Osten Australiens sowie der Süden Neuguineas. Sie kommt auf Neuguinea in zwei disjunkten Gebieten vor: Die Region um Port Moresby und ein Gebiet entlang des Flusses Fly. Einige Inseln der Torres Strait werden von ihr ebenfalls besiedelt.
Die Kupfernackentaube besiedelt nur Lebensräume in Wassernähe. Dazu zählen Galeriewälder entlang von Flussläufen, Wälder in Gewässernähe, dichte Mangrovenwälder, aber auch Buschgelände in Halbwüsten, sofern ausreichend offene Wasserstellen vorhanden sind.

## Verhalten
Die Kupfernackentaube sucht ihre Nahrung überwiegend auf dem Boden. Sie ernährt sich vorwiegend von Sämereien. Das Nest wird in geringer Höhe über dem Boden in einem Baum oder Strauch errichtet. Das Gelege besteht aus zwei Eiern. Die Brutdauer beträgt 14 bis 16 Tage. Die Nestlinge sind nach 21 Tagen flügge.

## Haltung in menschlicher Obhut
Die zierlichen Kupfernackentauben spielen in der Ziervogelhaltung eine Rolle. Sie wurden bereits 1868 erstmals im Londoner Zoo nachgezüchtet und waren in der zweiten Hälfte des 19. Jahrhunderts verhältnismäßig häufig gehaltene Käfigvögel. Sie werden heute als Volierenvögel gepflegt.